# Governo Hitler
Il Governo Hitler, presieduto da Adolf Hitler è stato in carica dal 30 gennaio 1933 al 30 aprile 1945 per un totale di 4473 giorni, ovvero 12 anni e 3 mesi: il più lungo della storia della Germania.
Hitler venne nominato Cancelliere dal Presidente Paul von Hindenburg su indicazione del politico conservatore Franz von Papen, a cui venne riservata la carica di Vicecancelliere. In origine, l'esecutivo venne chiamato Governo di Salvezza Nazionale del Reich e si presentava come una coalizione di estrema destra formata dal movimento Nazista (NSDAP) e del Partito Popolare Nazionale Tedesco (DNVP).
Il gabinetto Hitler rimase in carica fino al suicidio del Führer, conseguente alla sconfitta del Terzo Reich nella seconda guerra mondiale.

## Storia
Nel mediare la nomina di Hitler a Cancelliere del Reich, Papen aveva cercato di diminuire il potere del futuro dittatore limitando il numero di ministri nazisti nel gabinetto; inizialmente Hermann Göring (senza portafoglio) e Wilhelm Frick (Interni) erano gli unici ministri nazisti. Inoltre, Alfred Hugenberg, capo del DNVP, fu invogliato a entrare nel gabinetto con l'assegnazione dei portafogli dell'Economia e dell'Agricoltura sia per il Reich che per la Prussia, con l'aspettativa che egli sarebbe stato un contrappeso per Hitler e sarebbe stato utile a controllare l'ex caporale. Tra gli altri ministri importanti del gabinetto iniziale, ben quattro erano retaggi dell'amministrazione precedente: il ministro degli Esteri Konstantin von Neurath, quello delle Finanze Lutz Graf Schwerin von Krosigk, quelle delle Poste e dei Trasporti Paul Freiherr von Eltz-Rübenach e quello della Giustizia Franz Gürtner. L'obiettivo hitleriano era quello di tranquillizzare temporaneamente l'opinione pubblica conservatrice e la destra moderata, in attesa di detronizzare tutti i sostenitori "tiepidi" e arrivare a un esecutivo formato esclusivamente da fedelissimi.
Il gabinetto era di natura "presidenziale" e non "parlamentare", in quanto governava sulla base dei poteri di emergenza concessi al Presidente dall'articolo 48 della Costituzione di Weimar e non attraverso un voto di maggioranza del Reichstag. Questa era stata la base dei governi tedeschi sin dalla nomina di Heinrich Brüning a Cancelliere da parte di Hindenburg nel marzo 1930. Hindenburg voleva specificamente un gabinetto di destra nazionalista, senza la partecipazione del Partito cattolico di centro o del Partito socialdemocratico, che erano stati i pilastri dei precedenti governi parlamentari. Hindenburg si rivolse a Papen, anch'egli ex Cancelliere, per riunire tale organismo, poiché inizialmente non volle nominare Hitler Cancelliere. Papen era certo che i nazisti dovevano essere inclusi, ma Hitler aveva precedentemente rifiutato la posizione di Vicecancelliere. Papen, con l'aiuto del figlio di Hindenburg, Oskar, convinse il vecchio feldmaresciallo a nominare Hitler Cancelliere.
Inizialmente il gabinetto Hitler, come i suoi immediati predecessori, governava attraverso decreti presidenziali scritti dall'esecutivo e firmati da Hindenburg. Tuttavia, il decreto dei pieni poteri del 1933, approvato due mesi dopo l'ascesa al potere di Hitler, diede al gabinetto il potere di emanare leggi senza il consenso legislativo o la firma di Hindenburg. In concreto, il potere di governare per decreto fu conferito a Hitler, rendendolo a tutti gli effetti un dittatore. Dopo l'approvazione del decreto dei pieni poteri, le riunioni del Consiglio dei ministri si ridussero notevolmente: dopo il 1934 il governo si riunì in maniera sporadica e dopo il 5 febbraio 1938 non ci furono più riunioni a cui parteciparono tutti i titolari dei vari dicasteri.
Quando Hitler salì al potere, il governo era composto dal Cancelliere, dal Vice Cancelliere e da dieci ministri. Tra il 1933 e il 1941 furono istituiti sei nuovi dicasteri del Reich, mentre il Ministero della Guerra fu abolito e sostituito dall'OKW. Il gabinetto fu ulteriormente ampliato con l'aggiunta di diversi ministri senza portafoglio e di altri funzionari, come i comandanti in capo dei servizi armati, ai quali furono concessi il rango e l'autorità dei ministri del Reich ma senza il titolo. Inoltre, vari funzionari - anche se non formalmente ministri del Reich - come il capo della Gioventù hitleriana Baldur von Schirach, il ministro delle Finanze prussiano Johannes Popitz e il capo dell'Organizzazione per i tedeschi all'estero Ernst Wilhelm Bohle, furono autorizzati a partecipare alle riunioni del gabinetto del Reich quando erano in discussione questioni di loro competenza.
Man mano che i nazisti consolidavano il loro potere, gli altri partiti venivano messi fuori legge o costretti a sciogliersi. Dei tre ministri originari del DNVP, Franz Seldte aderì al Partito nazista nell'aprile del 1933, Hugenberg lasciò il gabinetto a giugno, quando il DNVP fu sciolto, e Gürtner rimase da indipendente. Inizialmente nel gabinetto c'erano diversi altri politici indipendenti, per lo più reduci dai governi precedenti. Gereke fu il primo ad essere licenziato quando venne arrestato per appropriazione indebita il 23 marzo 1933. Papen fu poi licenziato all'inizio di agosto del 1934. Il 30 gennaio 1937, Hitler consegnò il distintivo d'oro del Partito a tutti i rimanenti membri non nazisti del gabinetto (Blomberg, Eltz-Rübenach, Fritsch, Gürtner, Neurath, Raeder e Schacht) e li iscrisse d'ufficio al NSDAP; solo Eltz-Rübenach, un devoto cattolico, lo rifiutò e si dimise. Allo stesso modo, il 20 aprile 1939, Brauchitsh e Keitel ricevettero il distintivo d'oro del Partito. Dorpmüller lo ricevette nel dicembre 1940 e si unì formalmente al Partito il 1º febbraio 1941, Dönitz lo seguì il 30 gennaio 1944; in questo modo, il governo divenne un monocolore nazista in quanto non rimasero politici o militari indipendenti.
Il potere effettivo del governo fu ridotto al minimo quando smise di riunirsi e i decreti vennero elaborati tra i ministeri attraverso la condivisione e la revisione di bozze di proposte, che arrivavano a Hitler per essere respinte, revisionate o firmate solo una volta completato tale processo. Il gabinetto era inoltre oscurato dalle numerose agenzie ad hoc, afferenti sia allo Stato che al Partito nazista (come le Autorità supreme del Reich e i plenipotenziari), che Hitler fece creare per affrontare problemi e situazioni specifiche. Non deve quindi stupire che un Ministro come Hanns Kerrl, il quale deteneva formalmente il dicastero degli Affari religiosi, rimase in carica fino alla morte (avvenuta il 15 dicembre 1941) nonostante non godesse affatto della stima del Führer, che arrivò a negargli persino le udienze private: essendo ormai svuotato di qualsivoglia potere, non era necessario esautorarlo.
Tuttavia, grazie alla loro vicinanza a Hitler o all'importanza che avevano nel partito o nelle forze armate, alcuni singoli ministri - in particolare Göring, Goebbels, Himmler, Speer e Bormann - detennero un ampio potere, almeno fino a quando, come nel caso di Göring e Speer, il dittatore non arrivò a diffidare di loro. Negli ultimi anni della seconda guerra mondiale, Martin Bormann emerse come il ministro più potente, non perché era a capo della Cancelleria del Partito, che era la base della sua posizione di forza nell'esecutivo, ma per il suo ruolo di Segretario personale del Führer, che gli consentiva di avere accesso perenne al dittatore e di gestire i suoi ricevimenti.
Il 29 aprile 1945, con le truppe sovietiche ormai nei pressi di Berlino, Hitler dettò alla sua segretaria Traudl Junge il suo testamento privato e quello politico; quest'ultimo prevedeva che alla sua morte si sarebbe dovuto formare un governo Goebbels, di cui il Führer - fatto più unico che raro nella Storia - volle comunque scegliere tutti i componenti, compresi i comandanti delle Forze Armate. Tuttavia anche l'ex Ministro della Propaganda si tolse la vita dopo due giorni, per cui a trattare la resa con l'URSS e gli Alleati fu il Governo di Flensburg; l'arresto dei componenti di quest'ultima compagine governativa pose ufficialmente fine alla storia del Terzo Reich.

## Composizione

### Cancelliere del Reich, dal 2 agosto 1934 Führer e Cancelliere del Reich
Adolf Hitler (NSDAP)

### Vicecancelliere
Franz von Papen (indipendente di destra) dal 30 gennaio 1933 al 7 agosto 1934
Hermann Göring (NSDAP) dal 10 febbraio 1941 al 23 aprile 1945

### Ministri

#### Affari Esteri
Konstantin Freiherr von Neurath (Indipendente, dal 30 gennaio 1937 NSDAP) fino al 5 febbraio 1938
Joachim von Ribbentrop (NSDAP) dal 5 febbraio 1938

#### Affari Religiosi
Hanns Kerrl (NSDAP) dal 16 luglio 1935 al 15 dicembre 1941
Segretario di Stato Hermann Muhs (NSDAP) dal 15 dicembre 1941

#### Armamento e Munizioni, dal 2 giugno 1943 Armamento e Produzione Bellica
Fritz Todt (NSDAP) dal 17 marzo 1940 all'8 febbraio 1942
Albert Speer (NSDAP) dall'8 febbraio 1942

#### Alimentazione e Agricoltura
Alfred Hugenberg (DNVP) fino al 19 giugno 1933
Richard Walther Darré (NSDAP) dal 19 giugno 1933 al 23 maggio 1942
Herbert Backe (NSDAP) dal 23 maggio 1942

#### Aviazione
Hermann Göring (NSDAP) fino al 24 aprile 1945

#### Boemia e Moravia
Karl Hermann Frank (NSDAP) dal 20 agosto 1943

#### Difesa, dal 23 giugno 1935 Guerra, dal 4 febbraio 1938 Oberkommando der Wehrmacht
Werner von Blomberg (Indipendente) fino al 4 febbraio 1938
Wilhelm Keitel (Indipendente) dal 4 febbraio 1938

#### Economia
Alfred Hugenberg (DNVP, dal 27 giugno 1933 NSDAP) fino al 29 giugno 1933
Kurt Schmitt (NSDAP) dal 29 giugno 1933 al 5 febbraio 1938
Hjalmar Schacht (Indipendente, dal 30 gennaio 1937 NSDAP) dal 3 agosto 1934 al 26 novembre 1937
Hermann Göring (NSDAP) dal 26 novembre 1937 al 15 gennaio 1938
Walther Funk (NSDAP) dal 5 febbraio 1938

#### Finanze
Lutz Graf Schwerin von Krosigk (Indipendente, dal 30 gennaio 1937 NSDAP)

#### Giustizia
Franz Gürtner (DNVP, dal 27 giugno 1937 NSDAP) fino al 29 gennaio 1941
Segretario di Stato Franz Schlegelberger (NSDAP), Commissario  dal 29 gennaio 1941 al 24 agosto 1942
Otto Georg Thierack (NSDAP) dal 24 agosto 1942

#### Interni
Wilhelm Frick (NSDAP) fino al 24 agosto 1943
Heinrich Himmler (NSDAP) dal 24 agosto 1943

#### Istruzione Pubblica e Propaganda
Joseph Goebbels (NSDAP) dal 13 marzo 1933

#### Lavoro
Franz Seldte (Stahlhelm, dal 27 aprile 1933 NSDAP)

#### Poste
Paul Freiherr von Eltz-Rübenach (Indipendente) fino al 2 febbraio 1937
Wilhelm Ohnesorge (NSDAP) dal 2 febbraio 1937

#### Scienza, Educazione e Cultura
Bernhard Rust (NSDAP) dal 1º maggio 1934

#### Territori occupati dell'Est
Alfred Rosenberg (NSDAP) dal 17 novembre 1941

#### Trasporti
Paul Freiherr von Eltz-Rübenach (Indipendente) fino al 2 febbraio 1937
Julius Heinrich Dorpmüller (Indipendente, dal gennaio 1941 NSDAP) dal 2 febbraio 1937

#### Ministri senza Portafoglio, dal 5 febbraio 1938 Ministri del Reich senza Portafoglio
Hermann Göring (NSDAP), Ministro per le Foreste, dal 30 gennaio 1933 al 28 aprile 1945
, Ministro per l’Aviazione e Capo dell’Oberkommando der Luftwaffe. Ernst Röhm (NSDAP), Capo di stato maggiore delle SA dal 1º dicembre 1933 al 30 giugno 1934
Rudolf Hess (NSDAP), Comandante del Reich dal 1º dicembre 1933 al 10 maggio 1941
Hanns Kerrl (NSDAP) dal 16 aprile 1934 all'8 luglio 1935
Hans Frank (NSDAP) dal 19 dicembre 1934
Hjalmar Schacht (NSDAP) dal 26 novembre 1937 al 22 gennaio 1943
Otto Meißner (Indipendente), Segretario di Stato dal 1º dicembre 1937
Hans Heinrich Lammers (NSDAP), Segretario di Stato dal 1º dicembre 1937
Arthur Seyss-Inquart (NSDAP) dal 1º maggio 1939
Martin Bormann (NSDAP), Capo della Cancelleria del NSDAP dal 12 maggio 1941
Wilhelm Frick (NSDAP), Protettore di Boemia e Moravia dal 24 agosto 1943

## Procedimenti giudiziari del dopoguerra
Come parte della Reichsregierung (Governo del Reich), il governo Hitler fu incriminato come organizzazione criminale dal Tribunale Militare Internazionale. Alla fine, alla conclusione dei processi di Norimberga, non è stato considerato un'organizzazione criminale tout court.
Per quanto riguarda i singoli membri, alla caduta del regime nazista nel maggio 1945 cinque membri del Gabinetto del Reich si erano suicidati (Hitler, Himmler, Goebbels, Bormann e Rust). Altri sei erano già morti (von Eltz-Rübenach, von Fritsch, Gürtner, Kerrl, Röhm e Todt). Tuttavia, 15 membri superstiti del Gabinetto furono incriminati individualmente e processati per crimini di guerra dall'IMT, insieme a Martin Bormann, processato in contumacia perché ritenuto ancora vivo. Otto furono condannati a morte (Bormann, Hans Frank, Frick, Göring, Keitel, von Ribbentrop, Rosenberg e Seyss-Inquart), sei furono imprigionati (Dönitz, Funk, Hess, von Neurath, Raeder e Speer) e due vennero assolti (Schacht e von Papen).
Altri quattro membri del Gabinetto (Darré, Lammers, Meissner e Schwerin von Krosigk) furono processati da un tribunale militare statunitense nel successivo Processo ai ministri; tutti, tranne Meissner, furono condannati e imprigionati. Uno (Schlegelberger) fu coinvolto nel Processo ai giudici e imprigionato. Uno (Karl Hermann Frank) fu processato da un tribunale ceco e condannato a morte. Altri cinque (Backe, von Blomberg, von Brauchitsch, Seldte e Thierack) morirono sotto la custodia degli Alleati prima di essere processati. Infine, i restanti membri del gabinetto, compresi alcuni di quelli assolti nei processi alleati, furono portati davanti a speciali tribunali tedeschi di denazificazione che classificarono il loro livello di colpevolezza e stabilirono se la punizione fosse giustificata. Tra i condannati in questo processo vi furono Hierl, von Papen e Schacht.